# Alvin Hawkins
Alvin Hawkins, född 2 december 1821 i Bath County, Kentucky, död 27 april 1905 i Huntingdon, Tennessee, var en amerikansk politiker, jurist och diplomat. Han var guvernör i delstaten Tennessee 1881-1883.
Hawkins studerade juridik och inledde 1843 sin karriär som advokat. Han gifte sig 1847 med Justina Ott. Han valdes 1853 till Tennessee House of Representatives, underhuset i delstatens lagstiftande församling, som kandidat för whigpartiet. Han stödde John Bell i presidentvalet i USA 1860 och motsatte sig sydstaternas utträde ur USA. Hawkins gick sedan med i republikanerna. Han blev 1862 invald i USA:s representanthus men tilläts inte tillträda som kongressledamot i likhet med de övriga invalda från Tennessee.
Hawkins var domare vid Tennessees högsta domstol 1865-1868 och 1869-1870. Däremellan var han en kort tid USA:s generalkonsul i Havanna.
Som republikanernas kandidat vann Hawkins 1880 års guvernörsval i Tennessee. Demokraterna var splittrade över frågan om delstatens skuldbörda. Två år senare lyckades demokraterna i Tennessee enas bakom William B. Bates kandidatur och besegra Hawkins som återvände till arbetet som advokat.
Hawkins grav finns i Carroll County, Tennessee.